# Манастир Светог Преображења Господњег
Манастир Светог Преображења Господњег је једини српски манастир на територији Канаде. Део је Епархије канадске Српске православне цркве.
Манастир се налази у области одрона Нијагаре изузетне лепоте заштићене од стране Уједињених нација. Положај манастир је такав да се налази надомак највећих онтаријских градова са значајним бројем српских колонија: пола сата вожње од Торонта на истоку, Хамилтона на југу и Киченера на западу. Манастирска црква се налази на брду које је названо Таворско брдо и средишњи је део Парохије бурлингтонско–милтонске.
Уз манастирску цркву се налази и прво српско гробље у Канади, владичански двор, библиотека, дечији простор за игру као и пикник простор са летњим павиљоном, кухињама, пецаном и спортским теренима за фудбал, одбојку и кошарку.

## Манастир
Тежња српске заједнице у Канади да изграде свој манастир изражена је још у надањима светог владике Николаја (Велимировића). Реализација ових тежњи започета је формирањем самосталне епархије и доласком епископа канадског Георгија на чело епархије. Земљиште од око двадесет хектара на ком је Манастир Светог Преображења Господњег касније изграђен је пронађено и купљено почетком 1988. године. Освећење земљишта свечано је извршено 2. октобра 1988. године. Марија Јовин, архитекта из Србије, била је ангажована да приреди, по упутствима владике Георгија, планове манастира. Уз поменуту Марију Јовин, допринос градњи дао је и архитекта Ричард Рајхард из архитектонске фирме „Снајдер Рајхард Марш”. Главни пројектант манастира био је инж. Бранко Џелетовић, а радове је изводио и протомајстор Ранко Вукосављевић. Макета манастира коју је саградио сабрат манастира Каона и тадашњи секретар Епархије канадске Милутин (Кнежевић) је по први пут изложена и представљена 12. августа 1989. године.
Камен-темељац будућег манастира осветио је патријарх српски Павле, 21. октобра 1992. године. Саслуживали су митрополит црногорско-приморски Амфилохије, митрополит средњозападноамерички Христофор, митрополит новограчанички Иринеј, епископ жички Стефан, епископ нишки Иринеј, епископ канадски Георгије и епископ источноамерички Митрофан. На епархијском имању у Милтону, патријарх Павле је потписао повељу која је касније уграђена у темељ манастирске цркве.
Темељи манастира освештани су 2. маја 1993. године. На манастирском сабору од 7–8. августа 1993. године, епископ далматински Лонгин је, уз саслужење епископа канадског Георгија, извршио освећење светосавског крста који је позлаћен и подигнут на куполи, 25. августа 1993. године.
Патријарх Павле је осветио и манастирску цркву на дан завршетка њене изградње, 12. јуна 1994. године. Саслуживали су митрополит средњозападноамерички Христофор, епископ нишки Иринеј, епископ славонски Лукијан, епископ канадски Георгије, епископ горњокарловачки Никанор, епископ источноамерички Митрофан, епископ британско-скандинавски Доситеј и епископ милешевски Василије. Присуствовало је око двадесет хиљада људи, а међу бројним гостима из Шведске, Аустралије, Енглеске и других земаља налазио се и принц Томислав Карађорђевић. Иконостас је урадио дуборезац Момчило Милошевић из Прељине код Чачка. Живописање манастирске цркве започето је по њеној изградњи, а одвијало се у неколико фаза. Рад на фрескописању завршен је 10. фебруара 2002. године. Иконопис и живопис је дело Драгомира Драгана Марунића и његових помоћника ђакона Николе Лубардића и Драгана Станковића.
У манастиру се чувају делови и честице нетрулежних моштију великих хришћанских светитеља с почетка историје цркве, од првог до трећег века међу којима су: Свети Василије Велики, Свети Игнатије Богоносац, Свети Атанасије Велики, Свети Поликарп Смирнски, Свети Пантелејмон, Свети Харалампије, Свети Нектарије Егински, Света Ирина и мошти Светог Нектарија, општинског светитеља с почетка 20. века.
Важнији дани у које се у манастиру окупља велики број људи су слава манастирске капеле Света Три Јерарха (12. фебруар), слава епархијске издавачке куће Источни петак, Епархијски дан (недеља Свих Светих што је прва недеља по Духовима), Манастирски сабор (недеља уочи почетка Госпојинског поста), слава манастира Преображење Господње (19. августа) и слава епархије Покров Пресвете Богородице (14. октобра).
Задужбинари манастира су Олга Аћимов, Гојко и Евгенија Кузмановић, Црквено-школска општина Свете Тројице из Реџајне, Илија Ракановић и Драгомир Карић, а велики добротвори су Недељко и Нада Вујић, Милена Протић, Радош Марић и Савезно коло српских сестара Епархије канадске.

## Галерија
- Логотип манастира
- 3Д макета манастира
- Епископски двор и манастирски конак
- Епархијски музеј, архива и библиотека
- Спомен-чесма
- Камен-темељац манастирске цркве
- Део живописа
- Иконостас
- Манастирско гробље
- Фрескописац манастирских фресака Драгомир Драган Марунић (други с десна)